# Отфор
Отфор (фр. Hautefort) насеље је и општина у југозападној Француској у региону Аквитанија, у департману Дордоња која припада префектури Периже.
По подацима из 2011. године у општини је живело 1085 становника, а густина насељености је износила 42,25 становника/km². Општина се простире на површини од 25,68 km². Налази се на средњој надморској висини од 231 метар (максималној 271 m, а минималној 145 m).

## Демографија
| 1962. | 1968. | 1975. | 1982. | 1990. | 1999. | 2011. |
| ----- | ----- | ----- | ----- | ----- | ----- | ----- |
| 1.002 | 1.022 | 1.142 | 1.035 | 1.048 | 1.184 | 1.085 |

График промене броја становника у току последњих година